# 葉爾加瓦宮

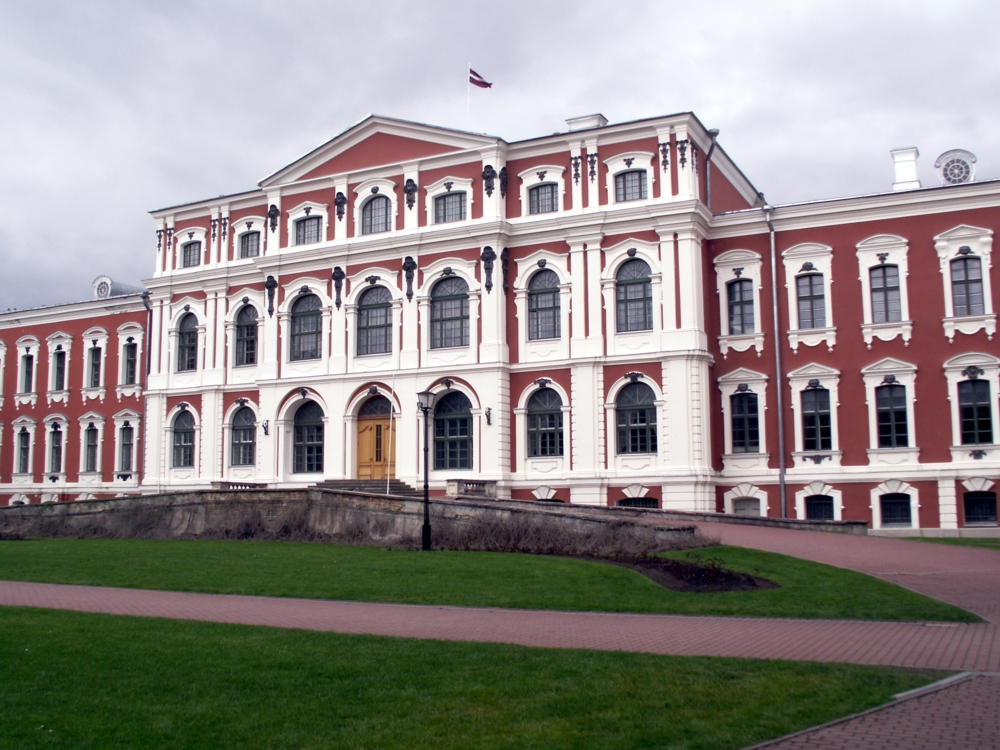
葉爾加瓦宮

葉爾加瓦宮是拉脫維亞的一座宮殿建築，也是波羅的海國家最大的巴洛克風格宮殿建築。葉爾加瓦宮始建於1738年，竣工於1772年，設計者是巴爾托洛梅奧·拉斯特雷利。這座宮殿最初是庫爾蘭公爵的宮殿，現在這裡是拉脫維亞生命科技大學的所在地，也是拉脫維亞著名的旅遊景點。